# Blang Garot
Blang Garot is een bestuurslaag in het regentschap Pidie van de provincie Atjeh, Indonesië. Blang Garot telt 595 inwoners (volkstelling 2010).